# Pedicularis striata
Pedicularis striata är en snyltrotsväxtart. Pedicularis striata ingår i släktet spiror, och familjen snyltrotsväxter.

## Underarter
Arten delas in i följande underarter:
- P. s. arachnoidea
- P. s. striata